# Munkedal
Munkedal ist ein Ort (tätort) in der schwedischen Provinz Västra Götalands län und der historischen Provinz Bohuslän. Er ist Hauptort der Gemeinde Munkedal. Munkedal ist nach dem alten Bauernhof Munke benannt. Das Suffix dal bedeutet „Tal“.
Der Ort liegt 120 km nördlich von Göteborg und 80 km südlich der norwegischen Grenze, zwischen Tanumshede und dem etwa 25 km entfernten Uddevalla an der Europastraße 6. Touristisch interessant ist Munkedal für Kanufahrten und Lachsangeln.

## Sehenswertes

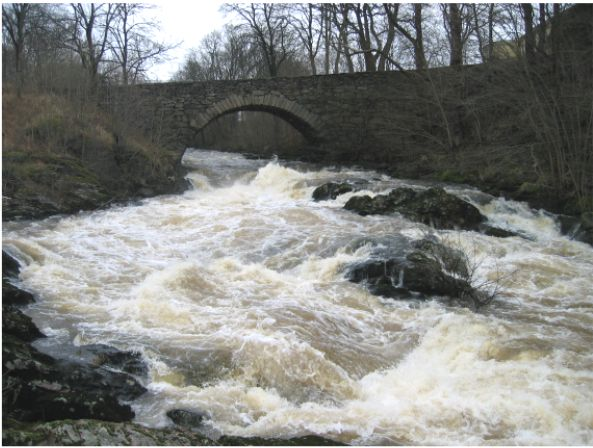
Wasserfall am Heimatmuseum

In Munkedal befand sich im Chateau Småröd Museum Europas größte TT-Modellbahn mit über 4000 Eisenbahnmodellen. Das Museum wurde 2006 geschlossen, da der Pachtvertrag nicht verlängert werden konnte. Ursache dafür war die Verlegung der Europastraße E6 über das Museumsgelände. Die Sammlung wurde in Einzellosen versteigert, das Museum 2007 abgerissen.
Beim Ort liegen die Felsritzungen am Lökeberg.

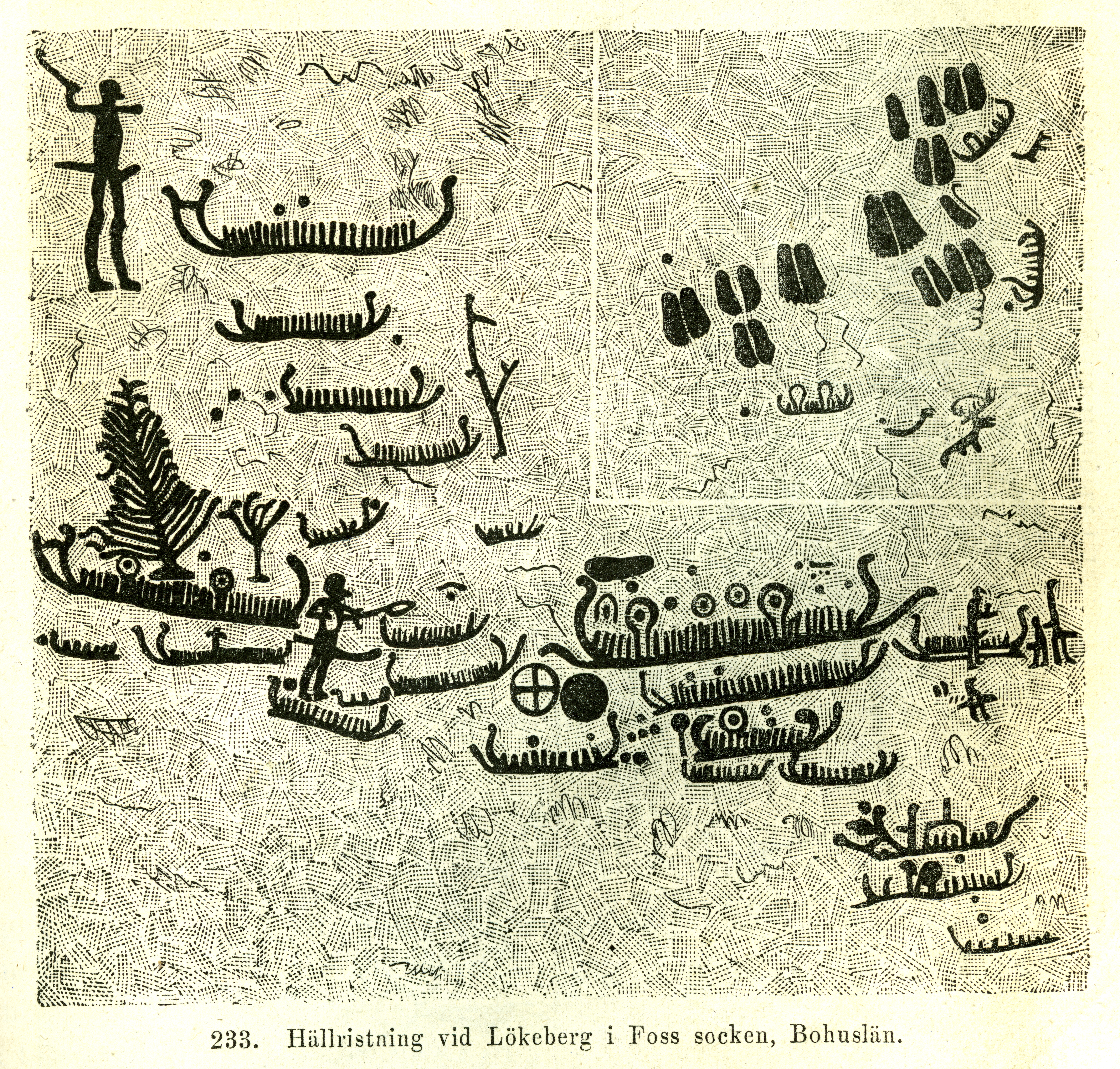
Felsritzungen von Lökeberg

## Verkehr
Munkedal hat einen Bahnhof an der Bahnstrecke Göteborg–Strömstad.